# Schmetterlinge im Bauch (Telenovela)
Schmetterlinge im Bauch (kurz: „SiB“) ist eine deutsche Telenovela.
Sie wurde ab dem 21. August 2006 montags bis freitags auf Sat.1 ausgestrahlt und war nach Verliebt in Berlin die zweite Telenovela des Senders.

## Handlung
Die gelernte Reiseverkehrskauffrau Nelly Heldmann wird unmittelbar vor ihrer Hochzeit von ihrem Verlobten Jens betrogen und flüchtet daraufhin mit dem Hochzeitsauto von Bielefeld Richtung Berlin, wo sie – noch im Brautkleid – eine Arbeit als Service-Managerin der Business-Lounge bei der Fluggesellschaft Star Line bekommt. Schnell stellt sie fest, dass in der Firma sowohl neue Freunde als auch Feinde auf sie warten. Wenig später lernt sie zufällig den Möbeldesigner und ihren Nachbarn Nils Heyden kennen, der gerade seine pubertierenden Zwillingsschwestern Alex und Laja bei sich aufgenommen hat – zum Unwillen seiner Verlobten Melanie, von der Nils sich noch vor dem Traualtar trennt. Nach einer Zeit stellt Nils fest, dass er Nelly liebt. Nelly aber merkt davon nichts und hat eine Beziehung mit dem Chefpiloten Mark Eppinger, dem Bruder des Firmenchefs Konstantin Eppinger von Star Line. Zwischen Nelly und Nils baut sich eine innige Freundschaft auf. Um jedoch der Liebe zu Nelly aus dem Weg zu gehen, beginnt Nils eine Affäre mit der Stewardess Maybritt. Als Mark sie jedoch bei der Hochzeit von Jens und Anne nicht begleiten will, nimmt Nelly Nils mit und stellt ihn als ihren Verlobten vor. Am Polterabend merkt Nelly auf einmal, dass Nils nicht mehr ihr bester Freund ist, sondern der Mann, den sie liebt, obwohl sie es nicht wahrhaben will. Nach einem Gefühlsausbruch von Nils weiß sie nun ganz sicher, dass sie Nils liebt. Doch dann taucht plötzlich Mark auf und Nelly weiß nicht, was sie tun soll.
Bei der Hochzeit wird Nelly aber klar, dass sie Nils und nicht Mark will.
Nils trennt sich von Maybritt, da er fair zu ihr sein will. Als Mark Nelly einen Heiratsantrag macht und Nils glaubt, Nelly hätte angenommen, reist er ab. Zum Glück springt das Auto nicht an und Nelly holt ihn noch ein und gesteht ihm, dass sie ihn von Anfang an geliebt habe, es aber nicht wahrhaben wollte. Aber jetzt wissen beide, dass sie zusammengehören.

## Hintergrund

### Produktion
Die Telenovela wurde ab Mai 2006 in den Park Studios in Potsdam-Babelsberg von der Firma Producers at Work, einer neu gegründeten Tochtergesellschaft der ProSiebenSat.1 Media AG, produziert. Handlungsort ist Berlin.

### Merchandise
Hintergründe und Specials zur Serie wurden vor allem durch das hauseigene Boulevard-Magazin Blitz ausgestrahlt. Des Weiteren erschien im November 2006 ein Roman mit dem Titel Berlin, ich komme!, welcher sich inhaltlich mit den Anfängen der Telenovela beschäftigt. Noch im Januar sollte der zweite Roman mit dem Titel Bruchlandung erscheinen. Zwischenzeitlich waren für Januar 2007 zudem zwei DVD-Boxen à drei DVDs mit den ersten vierzig Episoden angekündigt, die jedoch auf Grund des plötzlichen Drehstopps wieder abgesagt wurden.

## Besetzung

### Hauptrollen
| Schauspieler             | Rollenname              | Folgen | Bemerkungen |
| Alissa Jung              | Nelly Heldmann          | 1–123  | Protagonistin Service Managerin der Business-Lounge bei "Star Line" Ex-Verlobte von Jens, Tochter von Carola, Freundin von Nils, Ex-Freundin von Mark |
| Raphaël Vogt             | Nils Heyden             | 1–123  | Protagonist Möbeldesigner und Schreiner Bruder von Alex und Laja, Neffe von Inge, Ex-Verlobter von Melanie, Freund von Nelly                          |
| Marie Munz               | Judith von Bütow        | 1–123  | Antagonistin Geschäftsführerin von "Star Line" |
| Laurent Daniels          | Volker Möllenkamp       | 1–123  | Cateringchef |
| Sonja Gerhardt           | Alexandra „Alex“ Heyden | 1–123  | Schwester von Nils und Laja, Nichte von Inge, Ex-Freundin von Simon                                                                                   |
| April Hailer             | Carola Heldmann         | 1–123  | Freundin von Martin |
| Matthias Paul            | Konstantin Eppinger     | 1–123  | Geschäftsführer von "Star Line" Bruder von Mark |
| Sandra Schreiber         | Aglaja „Laja“ Heyden    | 1–123  | Schwester von Nils und Alex, Nichte von Inge, Freundin von Simon                                                                                      |
| Nicole Ernst             | Katrin Meyer            | 2–123  | Abteilungsleiterin eines Kaufhauses Freundin von Henning                                                                                              |
| Matthias Matz            | Henning Kossmann        | 2–123  | Buchhalter bei "Star Line" Freund von Katrin |
| Jannek Petri             | Mark Eppinger           | 2–123  | Pilot bei "Star Line" Bruder von Konstantin, Ex-Freund von Nelly                                                                                      |
| Julia Philippi           | Jennifer „Jenny“ Wendt  | 2–123  | Stewardess bei "Star Line" Freundin von Jochen |
| Christian Wunderlich     | Jochen „Klemmi“ Klemm   | 2–123  | Beauftragter für die Flugabwicklung bei "Star Line" Freund von Jenny                                                                                  |
| Bernd E. Jäger van Boxen | Martin Rudolph          | 4–123  | Besitzer des Öko-Supermarktes Vater von Simon, Freund von Carola                                                                                      |
| Paco-Luca Nitsche        | Simon „Zack“ Rudolph    | 4–123  | Mitarbeiter im Öko-Supermarkt Sohn von Martin, Ex-Freund von Alex und Freund von Laja                                                                 |
| Claudia Vogt             | Maybritt Schelling      | 5–123  | Chefstewardess bei "Star Line" |
| Zacharias Preen          | Hartmut Hallstedt       | 8–123  | Geschäftsmann |

### Nebenrollen
| Schauspieler    | Rollenname       | Folgen  | Bemerkungen                                            |
| Sascha Tschorn  | Jens Lachner     | 1–119   | Ex-Verlobter von Nelly; Mann von Anne (anfangs Affäre) |
| Anna Luise Kiss | Melanie Schmidt  | 1–27    | Rechtsanwältin Ex-Verlobte von Nils                    |
| Gertie Honeck   | Inge Bootsmann   | 1–5 ?–? | Tante von Nils, Alex und Laja                          |
| Timmi Trinks    | Leander Blumfeld | ?       | Millionärssohn                                         |

## Ausstrahlung
SiB wurde von der ProSiebenSat.1 Media AG gegründeten Firma Producers at Work produziert.
Am 21. August 2006 erfolgte die Premiere als Doppelfolge ab 18:45 Uhr. In der werberelevanten Zielgruppe verfolgten 1,54 Millionen Zuschauer bei 19,1 Prozent Marktanteil die Serie, insgesamt waren es 2,76 Millionen Zuschauer bei 12,8 Prozent Marktanteil. Obwohl die Einschaltquoten anfangs sehr hoch waren, sanken sie immer weiter. Bereits die fünfte Folge vom 24. August 2006 verfolgten knapp eine Million weniger Zuschauer als noch zum Auftakt. Am 25. August 2006 sahen nur 1,66 Millionen Zuschauer zu, der Zielgruppenmarktanteil lag bei 11,4 Prozent., am 30. August 2006 sahen insgesamt 2,06 Millionen Zuschauer die Episode (10,6 Prozent Gesamtmarktanteil). Deutlich weniger Zuschauer konnte die Serie am 25. September 2006 verbuchen: insgesamt nur 1,45 Millionen (7,0 Prozent Marktanteil), in der Gruppe der 14- bis 49-Jährigen lag der Marktanteil bei nur 9,2 Prozent. Samstags wurden alle Folgen der Woche wiederholt. Am 31. Oktober 2006 wurde ein einstündiges Special gezeigt.
Vormittags ausgestrahlte Wiederholungen wurden aufgrund schlechter Einschaltquoten Ende November 2006 eingestellt. Der angestammte Sendeplatz von wochentags 18:45 Uhr wurde ab Anfang 2007 auf samstags 10:30–13:00 Uhr verlegt.
Nach mehreren Versuchen, die Serie auf Grund geringer Einschaltquoten neu auszurichten, gab Sat.1 am 11. Dezember 2006 überraschend bekannt, dass man Schmetterlinge im Bauch im Zuge einer Programmumgestaltung aus dem Vorabendprogramm des Senders entfernen und von ursprünglich 280 geplanten Folgen auf 123 verkürzen würde. Die letzte Folge auf dem ursprünglichen Sendeplatz um 18:45 Uhr wurde infolgedessen am 29. Dezember ausgestrahlt. Die verbliebenen Folgen wurden von nun an bis 10. Februar 2007 samstags ab 10:30 Uhr gesendet, auf welchem Sendeplatz auch die letzte Folge ausgestrahlt wurde.
Vom 2. Februar bis 31. August 2008 strahlte Puls 4 samstags und sonntags jeweils noch einmal alle Folgen der Telenovela aus. Vom 3. November 2008 bis 27. Februar 2009 sendete Sat.1 die ersten 80 Folgen der Telenovela erneut montags bis freitags um 10:00 Uhr.
Seit Mai 2012 strahlt der digitale Bezahlfernsehsender SAT.1 emotions die gesamten Folgen von SiB in regelmäßigen Abständen wieder aus.
In Italien lief die Serie ab April 2007 unter dem Titel Cuori tra le nuvole. In Indien und Belgien lief die Serie unter dem internationalen Titel Love Is in the Air.
In Polen lief die Serie unter dem Titel Milosc puka do drzwi.
In Lettland lief die Serie unter dem Titel Milestiba ir Kaut kur gaisa. In Bulgarien läuft die Serie 2009 neu an.

## Regie
| Regisseur(in)        | Folgen                              |
| Winfried Bonengel    | (11–15) (36–40)                     |
| Ralph Briedle        | (56–60)                             |
| Petra Clever         | (16–21)                             |
| Seyhan Derin         | (46–50)                             |
| Tina Faust           | (91–96)                             |
| Ulrike Hamacher      | (31–35)                             |
| Thomas Herrmann      | (51–55)                             |
| Franziska Hörisch    | (67–70)                             |
| Renata Kaye          | (41–45)                             |
| Tina Kriwitz         | (1–5) (102–105)                     |
| Sabine Landgraeber   | (76–80)                             |
| Andreas Morell       | (26–30) (111–115)                   |
| Jurij Neumann        | (61–66) (86–90) (106–110) (121–123) |
| Hartwig van der Neut | (81–85)                             |
| Gudrun Scheerer      | (22–25) (97–101)                    |
| Laurenz Schlüter     | (6–10) (71–75) (116–120)            |